# Alligator Ridge
Alligator Ridge (deutsch Alligatorrücken) ist ein eindrucksvoll gezackter Gebirgszug in der antarktischen Ross Dependency. Er erstreckt sich vom Alligator Peak in der Boomerang Range des Transantarktischen Gebirges in nordöstlicher Richtung über eine Länge von 3 km bis zum Skelton-Firnfeld.
Kartiert und benannt wurde er von der neuseeländischen Mannschaft der Commonwealth Trans-Antarctic Expedition (1955–1958).